# Walk the Line

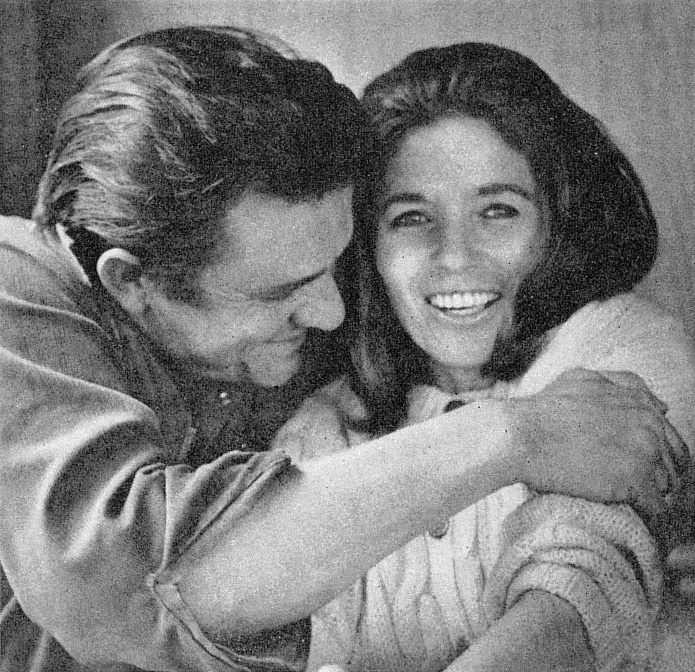
Johnny Cash och June Carter, 1969.

Walk the Line är en amerikansk biografisk film om countrymusikern Johnny Cash från 2005 i regi av James Mangold. I huvudrollerna ses Joaquin Phoenix och Reese Witherspoon.

## Handling
Filmen handlar om countrylegenden Johnny Cashs liv från barndomen till slutet på 1960-talet, där hans kärlekshistoria med June Carter är ett stående inslag. Många av Johnny Cashs låtar är med i filmen, och även Jerry Lee Lewis, Elvis Presley, Carl Perkins och Roy Orbison har fått rollfigurer och låtar.

## Om filmen
Regissören James Mangold baserade filmen på intervjuer som han gjorde med Cash och Carter innan de dog, Carter 2003 och Cash bara 4 månader senare. Cash och Carter godkände även skådespelarna som skulle spela dem själva; Joaquin Phoenix och Reese Witherspoon. Huvudrollsinnehavarna har blivit hyllade av tittare och kritiker, Joaquin Phoenix för sin kusliga likhet med Cash, både röstmässigt och utseendemässigt. Reese Witherspoon blev 2006 belönad med en Oscar för sin roll som June Carter. Waylon Jennings, som var en av Johnny Cashs vänner, spelas av hans son Shooter Jennings.

## Rollista i urval
- Joaquin Phoenix - Johnny Cash
- Reese Witherspoon - June Carter
- Ginnifer Goodwin - Vivian Liberto
- Robert Patrick - Ray Cash
- Dallas Roberts - Sam Phillips
- Dan John Miller - Luther Perkins
- Larry Bagby - Marshall Grant
- Shelby Lynne - Carrie Cash
- Tyler Hilton - Elvis Presley
- Waylon Payne - Jerry Lee Lewis
- Shooter Jennings - Waylon Jennings
- Sandra Ellis Lafferty - Maybelle Carter
- Victoria Hester - Victoria Hester
- Dan Beene - Ezra Carter
- Clay Steakley - W.S. Holland
- Johnathan Rice - Roy Orbison
- Johnny Holiday - Carl Perkins